# Episodi di Les Mystères de l'amour (quinta stagione)
La quinta stagione della serie televisiva Les Mystères de l'amour è andata in onda in Francia dal 19 ottobre 2013 al 26 gennaio 2014 sul canale Telemontecarlo.
In Italia è inedita.
| nº | Titolo originale               | Titolo italiano | Prima TV Francia | Prima TV Italia |
| -- | ------------------------------ | --------------- | ---------------- | --------------- |
| 1  | Bruits de noces                |                 | 19 ottobre 2013  |                 |
| 2  | Des unions                     |                 | 20 ottobre 2013  |                 |
| 3  | Oubli                          |                 | 26 ottobre 2013  |                 |
| 4  | Un lourd secret                |                 | 27 ottobre 2013  |                 |
| 5  | Départs                        |                 | 2 novembre 2013  |                 |
| 6  | Coups de folies                |                 | 3 novembre 2013  |                 |
| 7  | Le test                        |                 | 9 novembre 2013  |                 |
| 8  | L'homme et l'enfant            |                 | 10 novembre 2013 |                 |
| 9  | Tentations                     |                 | 16 novembre 2013 |                 |
| 10 | Tromperies                     |                 | 17 novembre 2013 |                 |
| 11 | Bouleversements                |                 | 23 novembre 2013 |                 |
| 12 | Nouvelle vie                   |                 | 24 novembre 2013 |                 |
| 13 | Jeux d'enfants                 |                 | 30 novembre 2013 |                 |
| 14 | Décisions                      |                 | 1 dicembre 2013  |                 |
| 15 | Interrogations                 |                 | 7 dicembre 2013  |                 |
| 16 | Recherches                     |                 | 8 dicembre 2013  |                 |
| 17 | Enquêtes                       |                 | 14 dicembre 2013 |                 |
| 18 | Au bord des gouffres           |                 | 15 dicembre 2013 |                 |
| 19 | Les mystères de Noël           |                 | 21 dicembre 2013 |                 |
| 20 | Un si joyeux Noël              |                 | 22 dicembre 2013 |                 |
| 21 | Père espère                    |                 | 28 dicembre 2013 |                 |
| 22 | Prises de risques              |                 | 29 dicembre 2013 |                 |
| 23 | Bonne année!                   |                 | 5 gennaio 2014   |                 |
| 24 | Fête des rois... et puis Fanny |                 | 12 gennaio 2014  |                 |
| 25 | Un coup de maître              |                 | 19 gennaio 2014  |                 |
| 26 | La fin d'une histoire          |                 | 26 gennaio 2014  |                 |